# Villers-en-Haye
Villers-en-Haye é uma comuna francesa na região administrativa de Grande Leste, no departamento de Meurthe-et-Moselle. Estende-se por uma área de 7,29 km². Em 2010 a comuna tinha 174 habitantes (densidade: 23,9 hab./km²).